# 1-я Сибирская штурмовая отдельная бригада

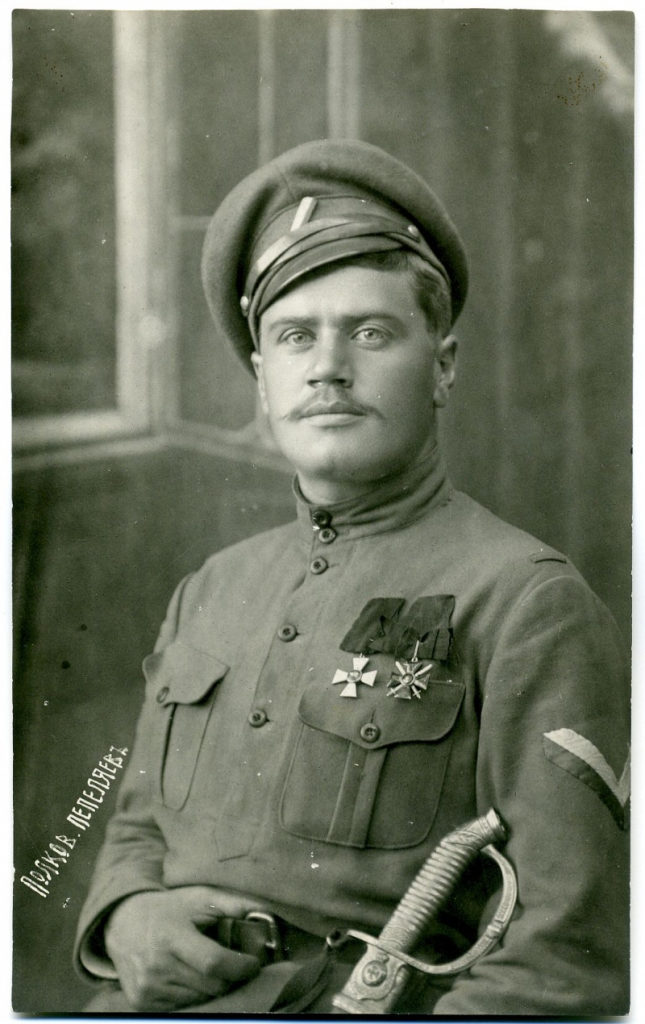
А. Н. Пепеляев в 1918 году.

1-я Сибирская штурмовая отдельная бригада — ударное (отборное) войсковое соединение в 1-м Средне-Сибирском корпусе Сибирской армии. Первоначально сформирована в сентябре 1918 года в составе корпуса (во 2-й Сибирской стрелковой дивизии) как Штурмовой батальон, в феврале 1919 года развернутый в бригаду численностью до 3 тысяч человек.

## Боевой путь
По приказу командира 1-го Средне-Сибирского корпуса генерала А. Н. Пепеляева 24 сентября 1918 года в составе корпуса началось формирование отдельного Штурмового батальона, состоявшего из четырёх рот, под командованием капитана Е. И. Урбанковского. Формирование батальона производилось в Ачинске. За основу был взят небольшой добровольческий офицерский отряд, а из 7-го Кузнецкого полка дополнительно были выделены офицеры: капитан Урбанковский; штабс-капитан Николай Заскокин; Штабс-капитан Владимир Никольский; штабс-капитан Алексей Иванов; поручик Алексей Струнге; поручик Юлий Куней; командир Томского гусарского эскадрона штабс-капитан Плотников. В состав батальона были включены и сформированные ранее две отдельные штурмовые роты — первая была организована в Томске (32 офицеров и 210 добровольцев), а вторая — в Новониколаевске (всего 32 офицера и добровольца).
В конце октября сводная рота штурмовиков в 140 штыков при трёх пулемётах под командованием капитана Урбанковского усмирило восстание крестьян в с. Чумай Мариинского уезда Томской губернии. В ноябре батальон принимал участие в боях на Западном фронте в боях за Кыновский завод, который и был взят 1 декабря. 11 декабря батальон захватил Нытвенский завод, разгромив 1-й Морской Кронштадтский полк — 2 батальона сдались в плен, а 3-й, оказавший сопротивление, был полностью уничтожен. Около 100 сдавшихся матросов были после боя заколоты штыками. Уничтоженный Морской Кронштадтский полк насчитывал более 2 тыс. человек.
Продолжая наступление, батальон участвовал в боях по овладению Пермью (в том числе захватил станцию Пермь с большим количеством эшелонов с имуществом и подготовленный к взрыву мост через реку Каму), за боевые отличия получил именное шефство генерала А. Н. Пепеляева. Через две недели батальон прикрывал отступление дивизии после контрнаступления РККА с целью вернуть Пермь. 14 января в засаде у деревни Сергино штурмовики нанесли поражение Лесновско-Выборгскому полку и 256-му полку, потерявшему 560 человек из 940. Ударная группировка белогвардейцев в составе штурмовиков, 8-го Бийского и 11-го оренбургского казачьего полков под общим командованием Урбанковского продолжила наступление в направлении Оханск, Кунгур.
В батальоне насчитывалось до 1000 штыков при 17 пулемётах. Штурмовики часто применяли обходные манёвры с целью атаковать противника в уязвимые фланги. Если атаки не удавались, штурмовики перестраивались и вновь шли в атаку.
После постоянных боев в январе в строю батальона осталось 97 штыков.
1 февраля 1919 года за проявленный героизм приказом № 38 генерала Пепеляева батальон награждён 100 Георгиевскими крестами «за честную и беспримерную самоотверженную боевую работу на благо Родины нашей» (то есть награждены были все штурмовики, оставшиеся в строю) и 9 февраля приказом по армии был развернут в бригаду до 3 тысяч штыков:
- 1-й, 2-й, 3-й Сибирские штурмовые батальоны,
- 1-й Сибирский штурмовой артиллерийский дивизион,
- 1-й Сибирский штурмовой кавалерийский дивизион (полк),
- 1-й Сибирский штурмовой инженерный дивизион[15].

Штурмовики-добровольцы кроме стандартной присяги Русской армии подписывали торжественное обязательство: соблюдать военные законы, поддерживать авторитет начальников, не состоять в политических партиях, в боевых действиях не щадить жизни и, если надо, принести её в жертву за Россию.
14 февраля штурмовики с боями вышли к р. Кама.
Бригада участвовала в контрнаступлении войск Сибирской армии в марте 1919 года. 11 марта во встречных боях у станции Дворецкая погиб командир бригады капитан Урбанковский, посмертно получивший звание подполковника.
На 28 апреля 1919 года бригада была пополнена добровольцами, партизанским отрядом Постоногова и мобилизованными и должна была иметь в составе:
- Штаб бригады и управление
- 1-й Отдельный штурмовой батальон имени Полковника Урбанковского.
- 2-й, 3-й, 4-й Отдельные штурмовые батальоны
- 1-й Сибирский штурмовой кавалерийский дивизион в 2 эскадрона
- 1-й Сибирский Штурмовой инженерный дивизион (сапёрная рота и телефонное отделение)
- 1-й Сибирский Штурмовой артиллерийский дивизион (2 батареи по 4 3-дм орудия и батарея из 2 3-дм горных орудия)

- Комендантская рота, Автокоманда, Подвижной лазарет[19].

Бригада продолжила бои в составе корпуса, сражаясь на Вятском направлении. Во время Сарапуло-Воткинского наступления РККА штурмовики нанесли контрудары и, продвинувшись на 40 км, создали угрозу захвата города Глазова. В дальнейшем бригада вела арьергардные бои, прикрывая отступление корпуса в Сибирь (за Пермь штурмовики сражались почти неделю, потеряв около 600 человек), участвовала в Тобольской операции. 16 декабря в Томске гренадерский батальон бригады перешел на сторону Военно-революционного комитета.
Бригада участвовала в Великом Сибирском Ледяном походе с отступающими белогвардейскими частями в Сибири. Дошла до Красноярска. Последнее упоминание о бригаде встречается в начале 1920 года: 6 января (н.ст.) красные части встретили противника, обходящего Красноярск на восток, и четыре часа вели жестокие встречные бои у села Дрокино, нанеся белым тяжёлое поражение. По показаниям пленных, в бою принимала участие в том числе 1-я Сибирская штурмовая бригада.
Штурмовики всегда использовали тактику быстрых атак — без артиллерийской подготовки, быстрое сближение с противником, дружный штыковой удар. Их противнику комдиву Блюхеру приписывают слова, что штурмовики сражались всегда исключительно отчаянно, никогда не ложились, наступали и опрокидывали красные части. Это объясняется наличием в бригаде большого количества офицеров и добровольцев. В то же время штурмовики были излишне жестоки и почти никогда не брали пленных, зачастую закалывая их штыками.

## Униформа бригады
Штурмовая бригада была широко известна в то время по всей Сибири, и её слава равнялась славе Корниловского ударного полка — благодаря многократно проявленным героизму и мужеству солдат и офицеров. Знаки отличия бригады — чёрно-красный ударный шеврон и чёрные погоны. Сочетание чёрно-белых цветов в униформе являлось продолжением традиций ударных частей Российской армии, установившихся ещё в 1917 году.
Часть штурмовиков носила на правом рукаве «ударный» шеврон образца 1917 года, что разрешалось в Сибирской армии приказом № 22 от 5 августа — «… ударные части и батальоны смерти … до последних дней своего существования боролись с большевиками, а потому офицерам и солдатам, служившим в этих частях и в настоящее время находящимся в рядах армии Временного Сибирского правительства, разрешаю носить присвоенный ударным частям нарукавный знак».
Как вспоминал красноармеец, заключенный под стражу белогвардейцами — «За мной пришли два вооружённых солдата в серых папахах с кокардами, в английских шинелях, с чёрными погонами. На рукавах вышиты череп и кости».
Знамёна батальонов были освящены и торжественно вручены частям в Перми в феврале-марте 1919 года. Знамёна батальонов были с черными полотнищами, с белыми кантами и бахромой. На сохранившемся знамени 3-го батальона на лицевой стороне полотнища — надпись «3-й Бат. 1-й Сиб. Шт. Бр», ударный шеврон и вензель «П» (Пепеляев) по углам полотнища. На оборотной стороне изображена «мёртвая голова» — как символ смерти и воскресения.
На представленной фотографии — генерал Пепеляев с офицерами-штурмовиками в освобождённой Перми. На многих — так называемые «венгерки» и пилотки, совершенно не встречающиеся в то время в пехотных частях русской армии. По левую руку от генерала сидит сам командир батальона капитан Урбанковский.

## Командиры бригады
- полковник Урбанковский Евгений Иосифович (23.03.1896 — погиб 11.03.1919)

- полковник Соколов Петр Николаевич с 12.03.1919[31] (1897(?) — погиб 11.09.1919)

- полковник Никитин

## Память
В подшивках провинциальных газет сохранилось стихотворение, посвящённое штурмовикам (с подзаголовком «Посвящается памяти полковника Урбанковского»):
Чёрные погоны с кантом белоснежным,

Угол чёрно-красный — символ боевой.

В бой порыв, не ветер с дуновеньем нежным, —

А подобен вихрю тучи грозовой.

Шапочка залётка, смелость, ясность взгляда.

Мёртвый череп — клятва, биться до конца.

Не бояся пули, не страшась снаряда,

За святое дело с верою в Творца.

Дисциплина, спайка — признак возрожденья,

Воинской отвагой дышит юный лик,

Это грозный вестник «красного» паденья.

Это сын Сибири. Это штурмовик.

## Другие штурмовые части
В войсках адмирала Колчака так же стоит отметить 3-ю Сибирскую штурмовую бригаду при 3-м Степном Сибирском корпусе (в составе 2 штурмовых полков и штурмового артиллерийского дивизиона, погибла в боях под Омском), Сибирскую кавалерийскую штурмовую бригаду и Ударный «Бессмертный» батальон Ижевцев.
В феврале-марте 1919 года в Сибирской армии были сформированы 1-я и 2-я Отдельные Сибирские ударные бригады, в составе каждой — 3 ударных батальона, 1 пулемётный полк, кавалерийский эскадрон и артдивизион из 3 батарей. 26 апреля эти бригады были развёрнуты в ударные дивизии и объединены в Сибирский ударный корпус.

## Комментарии
1. ↑  По другим сведениям, батальон формировался из рот Новониколаевского, Барабинского, Енисейского и Барнаульского полков, разведчиками и пулемётчиками в них были мобилизованные из Пермской губернии[4].
2. ↑  С. В. Волков предполагает, что «бригада летом 1919 была переименована в Егерскую бригаду, и, кроме того, она же выделила Гренадерский полк (т.н. "зелёные гренадеры", являвшиеся вроде личного конвоя и охраны ген. Пепеляева)»[21].

3. Происхождение «зелёных гренадер» — 1-й Сибирский гренадерский батальон — так окончательно и не установлено. По одной из версий их сформировали на основе перешедшей на сторону белых Гренадерской роты 1-го Советского полка 3-й армии РККА. По другой — сформировали на основе комендантской роты штаба армии. Первоначально гренадерский батальон числился «при» штурмовой бригаде.